# BTS (musikgruppe)
BTS (Hangul: 방탄소년단) er en sydkoreansk drengegruppe, dannet af HYBE LABELS Big Hit Entertainment. De debuterede i 2013, og er siden blevet den største K-pop gruppe nogensinde, med en af de største fanbaser, både nationalt og internationalt. De har slået en række rekorder, blandt andet blev deres album "Love Yourself: Her" det første album i 16 år der havde solgt en million kopier i Sydkorea.. Man regner med, at de i dag har solgt omkring fem millioner albummer over hele verden.
Specielt deres tilstedeværelse på de sociale medier har hjulpet BTS' popularitet, og i 2016 satte Forbes BTS på listen over de mest retweetede kunstnere.. Efter dette, udgav Twitter for første gang nogensinde en K-pop Twitter emoji i samarbejde med BTS i maj. I oktober 2016, blev BTS, som den første K-pop gruppe, sat på Billboards Social 50 hitliste, hvor de i dag har brugt 74 uger som nummer 1. I maj 2017 (og igen i 2018) vandt de Top Social Artist prisen hos Billboard Music Awards, og vandt som den første koreanske gruppe en BBMA. I juni 2017 nævnte Time Magazine dem som en del af de 25 mest indflydelsesrige mennesker på internettet. I december samme år, blev det offentliggjort at BTS var de kendisser der var blevet tweetet mest om i 2017, og at havde været "liked eller retweetet over en halvmilliard gange (502 millioner)", mere end Donald Trump og Justin Bieber sat sammen. Blandt andet det fik Forbes Korea til at give BTS førstepladsen som de mest magtfulde og indflydelsesrige kendisser i 2018. Deres fans bliver kaldt A.R.M.Y., som er et akronym for Adorable Representative MC for Youth.

## Historie

### 2010-2014: Debut
Big Hit Entertainment holdt auditions for et muligt boyband i 2010 og 2011, hvor både gruppens line-up og koncept ofte skiftede, indtil de til sidst sluttede med de syv medlemmer; Jin (Kim Seok-Jin), Suga (Min Yoon-Gi), J-Hope (Jung Ho-Seok), RM (Kim Nam-Joon), Jimin (Park Ji-min), V (Kim Tae-Hyung) og Jungkook (Jeon Jung-Kook) i 2012. Et par måneder før 
deres debut begyndte gruppen at få opmærksomhed for deres tilstedeværelse på de sociale medier, og de sange de lagde op på YouTube og SoundCloud.
Gruppens debut var med single albummet "2 Cool 4 Skool", den første dele af deres skole-trilogi, blev udgivet samtidig med singlen "No More Dream" den 12. juni 2013. På trods af at albummet blev nr. 5 på Gaon Album Chart og solgte over 105,000 kopier, blev hverken "No More Dream" eller den efterfølgende "We Are Bulletproof Pt. 2" store hits.
Den anden del af skole-trilogien var EP'en "O!RUL8,2?", der blev udgivet den 11. september 2013, solgte over 120,000 kopier og blev nummer fire på hitlisterne. Samme måned fik BTS deres første program SBS-MTVs Rookie King Channel Bangtan på den falske kanal "Channel Bangtan", hvor medlemmerne parodierede programmer som VJ SPecial Forces MasterChef Korea. I slutningen af året modtog BTS flere priser som Årets Nye Artist - de fik blandt andet priser hos Melon Music Awards 2013, Golden Disk Awards og Seoul Music Awards 2014.
Den sidste del af skole-trilogien "Skool Luv Affair" toppede Gaon hitlisten og solgte over 200,000 kopier. Den blev også nummer tre på Billboard's World Album hitliste. Med albummet udkom også singlerne "Boy in Luv" og "Just One Day". I august deltog BTS for første i KCON i Los Angeles. Samme måned udkom deres første koreanske studiealbum "Dark and Wild", som endte som nummer på Gaon hitlisten og solgte over 200,000 kopier.
Deres japanske studiealbum "Wake Up" blev udgivet den december, og blev nummer tre på den ugentlige Oricon Album hitliste og solgte 28,000. kopier Sammen med genspillede versioner af deres gamle sange, indeholdt den også de to nye sange "Wake Up" og "The Stars". Deres første turné "2014 BTS Live Trilogy - Episode II: The Red Bullet" blev holdt fra oktober til december.

### 2015-2016: Mainstream gennembrud og kommerciel succes
I begyndelsen af 2015 turnerede BTS i Japan for første gang med deres "Wake Up: Open Your Eyes" turné. De holdt også deres anden solokoncert i Korea, "BTS Live Trilogy - Episode 1: BTS Begins". Deres tredje EP "The Most Beautiful Moment in Life, Part 1" blev udgivet samme marts. Singlen "I Need U" var et top fem hit på den ugentlige Gaon digitale hitliste, og skaffede BTS deres første førsteplads på et musikprogram på SBS MTV's The Show. Selvom den anden singlen "Dope" kun blev nummer 44 på den ugentlige Gaon digitale liste, blev den deres første musikvideo med 100 millioner på YouTube i oktober. Dope toppede senere som nummer tre på Billboard's World Digital Songs hitliste, og albummet har i dag solgt over 300,000 kopier.
BTS' fjerde japanske single "For You" udkom i juni 2015, for at fejre at der var gået et år siden deres japanske debut. Singlen toppede Oricons daglige hitliste, og solgte over 42,000 kopier den første dag. De begyndte også deres "2015 Live Trilogy Episode: The Red Bullet" verdensturné, og deltog i Summer Sonic Festival turné i Japan.
Under deres tre dage lange "The Most Beautiful Moment in Life: On Stage" turné performede gruppen den nye sang "Run",, singlen for deres deres næste EP "The Most Beautiful Moment in Life, Part 2" der udkom den 30. november 2015. Albummet toppede den ugentlige Gaon Album hitliste og Billboard World Albums listen - den lå flere uger på Billboard hitlisten, som den første K-pop gruppe. Til MAMA (Mnet Asian Music Awards) prisuddelingen i 2015, blev deres internationale fanbase anerkendt, da modtog de prisen for "Best World Performer".
Første og anden del af "The Most Beautiful Moment in Life" serien blev senere sat sammen til albummet "Young Forever", hvor de samtidig udgav tre singler: top 40 hittet "Epilogue: Young Forever", top 10 hittet "Fire" og top 20 hittet "Save Me". De holdt koncerter to dage i træk ved Olympic Gymnastics Arena i Seoul,, efterfulgt af en Asien turné. Gruppen var hovednummeret til US KCON i både New Jersey (juni) og Los Angeles (juli), hvor de spillede for et udsolgt publikum. "Young Forever" vandt Årets Album til Melon Music Awards, og blev gruppens første daesang.
Den 7. september 2016, udgav BTS deres andet japanske studiealbum "Youth", der solgte over 44,000 kopier på den første dag og var nummer 1 på de japanske hitlister. De japanske versioner af "I Need U" og "Run" blev også udgivet som singler. Samtidig tilbage i Korea, steg antallet af forudbestillinger til deres andet koreanske studiealbum, "Wings", til over 500,000 kopier indenfor den første uge. Singlen "Blood Sweat and Tears" opnåede en "all-kill" i Sydkorea, og blev deres første nummer 1 på Gaon Digital. Musikvideoen fik over 6 millioner visninger indenfor de første 24 timer, og slog dermed den tidligere YouTube rekord for flest visninger på en K-pop musikvideo indenfor 24 timer. Senere samme år vandt Årets Kunstner ved 2016 MAMA prisuddelingen, som den første gruppe der ikke kom fra et "Big Three" selskab (S.M. Entertainment, YG Entertainment og JYP Entertainment).

### 2017-nu: International anerkendelse
Tidligt i 2017 begyndte BTS på deres "Live Trilogy Episode III: The Wings Tour". Den februar nåede antallet af forudbestillinger for deres næste album "You Never Walk Alone" til over 700.000 kopier. Singlen "Spring Day" toppede otte af de store sydkoreanske online hitlister, samt Gaon, og fik Melons digitale hitliste til at bryde sammen, på grund af for mange lyttere.
Deres femte EP "Love Yourself: Her" blev udgivet den samme september, hvor de havde samarbejdet med Andrew Taggart fra The Chainsmokers. Singlen "DNA" blev nummer to på den ugentlige Gaon hitliste, mens musikvideoen fik over 20 millioner visninger indenfor de første døgn, og slog igen rekorden for den K-pop musikvideo med flest visninger indenfor de første 24 timer. "DNA" blev også deres første sang på Billboard Hot 100, som den første K-pop sangen nogensinde, og som den anden sang sunget på koreansk. Et remix af deres sang "Mic Drop" lavet af Steve Aoki og Desiigner blev udgivet som den anden single, og blev nummer 23 på de koreanske hitlister, og nummer 28 på Billboard Hot 100, hvorved de blev den første K-pop gruppe på top 40.Både "DNA" og "Mic Drop" blev udsendt som singler i Japan sammen med deres nye sang "Crystal Snow", som toppede Oricon hitlisten og blev den best sælgende single fra en K-pop gruppe.
I november blev de den første K-pop gruppe der spillede til American Music Awards,, hvilket gav dem international opmærksomhed. De vandt deres anden Årets Kunstner ved 2017 MAMA, og blev den første gruppe til at vinde prisen to år i træk.. "Spring Day" vandt Årets Sang til Melon Music Awards samme år.. Den december spilledede til Dick Clark's New Year's Rockin Eve, som den første K-pop gruppe nogensinde.
I januar 2018 blev de den første gruppe udenfor "Big Three" der vandt begge Daesang priser ved både Golden Disc Awards og Seoul Music Awards. En dokumentarserie på otte afsnit kaldet "Burn the Stage" begyndte i marts 2018, og viste seerne BTS' Wings turné bag scenen. Den 4. april udkom deres tredje japanske studiealbum "Face Yourself", og debuterede som nummer 43 på Billboard 200 - den tredje højeste placering for et japansk album på hitlisten nogensinde.
20 maj optrådte de på Billboard Music awards, med FAKE LOVE, hvor de bl.a. vandt for andet år i streg "Top Social Artist" award med 94% af stemmerne.
Deres musikvideo til FAKE LOVE er den mest sete i de første 24 timer i 2018, og den andet mest i YouTubes historie, lige efter Taylor Swifts mv til "Look What You Made Me Do"

### 2020:Map of the Soul: 7og anden verdensturné
I januar 2020 frigav BTS "Black Swan" sammen med en koreografikunstfilm udført af den slovenske baserede MN Dance Company som den første single fra deres fjerde koreansk sprogede studioalbum, Map of the Soul: 7. Sangen debuterede på nummer 57 på Billboard Hot 100 og nummer 46 på UK Official Singles Chart. Efter singlens udgivelse optrådte BTS sammen med Lil Nas X, Billy Ray Cyrus, Diplo og andre i et specielt segment ved de 62. årlige Grammy Awards, hvilket gjorde BTS til den første koreanske akt, der optrådte ved Grammy-uddelingen. 
Map of the Soul: 7 blev frigivet den 21. februar med universel anerkendelse. Albummet blev fulgt op af den førende single "On" og en alternativ digital udgivelse med den australske sangerinde Sia. Albummet debuterede på toppen af den amerikanske Billboard 200 med et første uges salgstal på 422.000 albumækvivalente enheder, inklusive 347.000 rent salg, hvilket gør det til BTS' fjerde på hinanden følgende førstepladser i USA og gør dem til den hurtigste gruppe siden The Beatles til at opnå fire nr. 1 albums. Det markerer også det højeste salg i åbningsugen for et album i 2020 og langt fra gruppens største debut på Billboard 200. Ifølge albumdistributøren Dreamus nåede lagerets forudbestillinger af albummet et rekordstort antal på 4,02 millioner og overgik deres tidligere rekord på 2,68 millioner med Map of the Soul: Persona. Til støtte for Map of the Soul-serien indleder BTS deres fjerde verdensomspændende koncertturné og anden stadionturné, Map of the Soul Tour, der starter den 11. april 2020 i Seoul, Sydkorea.  Den 28. februar 2020 blev turnédatoerne i Seoul annulleret på grund af coronavirus-udbruddet. Big Hit Entertainment frigav en erklæring, hvori det blev sagt, at det er "umuligt på dette tidspunkt at forudsige omfanget af udbruddet", og at de "skal tage hensyn til sundheden og sikkerheden for hundreder af tusinder af gæster såvel som vores kunstnere."

## Velgørenhed
BTS er internationale ambassadører for UNICEF og 3 % af alle indtægter fra deres LOVE YOURSELF albums går til projektet : LOVE MYSELF, som går til at stoppe vold mod børn og unge hele verden rundt.

## Medlemmer
- RM, født 12. september 1994, født Kim Nam-joon (김남준) – leder, hovedrapper
- Jin, født 4. december 1992, født Kim Seok-jin (김석진) – visuel, undervokalist
- Suga, født 9. marts 1993, født Min Yoon-gi (민윤기) – lederrapper
- J-Hope, født 18. februar 1994, født Jung Ho-seok (정호석) - hoveddanser, underrapper
- Jimin, født 13. oktober 1995, født Park Ji-min (박지민) – hoveddanser, vokalist
- V, født 30. december 1995, født Kim Tae-hyung (김태형) – undervokalist, danser
- Jungkook, født 1. september 1997, født Jeon Jung-kook (전정국) – hovedvokalist, danser

## Diskografi

### Koreanske studiealbum
- Dark & Wild (2014)
- Wings (2016)
- Love Yourself: 轉 Tear (2018)
- Love Yourself 結 Answer (2018)
- Map of the soul: Persona (2019)
- Map of the soul: 7 (2020)
- BE (2020)

### Koreanske EP'er
- O!RUL8,2?' (2013)
- Skool Luv Affair (2014)
- The Most Beautiful Moment in Life, Part 1 (2015)
- The Most Beautiful Moment in Life, Part 2 (2015)
- The Most Beautiful Moment in Life: Young Forever (2016)
- You Never Walk Alone (2017)
- Love Yourself 承 Her (2017)

### Japanske studiealbum
- Wake Up (2014)
- Youth (2016)
- Face Yourself (2018)